# Middelalderlatin
Middelalderlatin er sproget latin, som det blev talt og skrevet i middelalderen.
Middelalderen var en periode på mange hundrede år med stor sproglig udvikling inden for perioden. Latin var uddødt som modersmål omkring slutningen af antikken, og det var et lingua franca – et fælles tale- og skriftsprog for munke og lærde, der havde andre sprog som modersmål.
Middelalderlatin er en videreførelse af klassisk latin fra århundrederne omkring Kristi fødsel, og skrifterne er præget af skribenternes modersmål i ordforråd og grammatisk opbygning. Nogle tekster er stærkt præget af den tid og den kultur, de er opstået i, mens andre er strengt klassiske med Cicero som forbillede og med kun få middelalderlatinske gloser for nye begreber.
Det giver fingerpeg om tekstens oprindelse inden for tid og sted.

## Ordbøger
- Bente Friis Johansen et alii: Ordbog over dansk Middelalderlatin / Lexicon Mediae Latinitatis Danicae. Århus Universitetsforlag, 1987 ff.
- Vademecum in opus Saxonis et alia opera Danica compendium ex indice verborum Dansk online middelalderlatinsk ordbog over Saxo og samtidige danske forfattere, der skrev på latin. Udarbejdet af professor Franz Blatt og lektor Reimer Hemmingsen.

## Om middelalderlatin
- Lars Bøje Mortensen: Middelalderlatin – hvad var, og hvad er meningen? (på norsk) ISBN 82-12-01095-3